# Roanoke River
Roanoke River er en flod som løber gennem Virginia og North Carolina i USA. Den strækker sig over 660 km fra vest til øst, og munder ud i Atlanterhavet i Albemarle Sound. Ved floden blev de første kolonier i Virginia og Carolina dannet i 1600-tallet. Floden er reguleret med en række dæmninger og reservoirer.
Roanoke har et afvandingsområde på omkring 25.070 km².